# Sakuran
Sakuran (さくらん?) (In inglese derangement), è una serie manga creata da Moyoco Anno e pubblicato a partire dal 2001. La storia parla di una giovane e bella ragazza che vuole diventare un'oiran, ovvero una cortigiana. 
Ne è stato tratto un film live action uscito nel 2007 con Hiroki Narimiya che interpreta la parte del co-protagonista maschile.

## Trama
La giovane Kamuro, cameriera in un bordello viene venduta al quartiere a luci rosse Yoshiwara e messa sotto le cure dell'oiran della casa Tamakiko, Shouhi.
La ragazza si dimostra esser inizialmente molto ribelle, pertanto i capi famiglia cominciano a pensare seriamente ch'ella potrà divenire un giorno una grande oiran; dal momento che non sono necessarie soltanto bellezza e talento, ma anche e soprattutto tenacia e carattere forte.
La giovane diventa così una cortigiana in formazione (una hikkomi, apprendista); in seguito Kiyoha, la ragazza più bella ed affascinante della casa. La sua popolarità inizia addirittura a minacciare la posizione di Mikumo, un'oiran affermata di casa Tamakiko, creando una forte tensione tra le due donne ognuna alla ricerca dell'affermazione definitiva sull'altra.
Ma la rivalità femminile non è il principale problema per la nostra protagonista, bensì quello che vien presto a rappresentare un giovanotto di nome Soujiro, ovvero l'impossibilità per lei di poter realizzare compiutamente il sogno dell'amore corrisposto.

## Cast del film
- Anna Tsuchiya - Kiyoha
- Kippei Shiina - Kuranosuke
- Hiroki Narimiya - Soujiro
- Yoshino Kimura - Takao
- Miho Kanno - Shohi
- Sadanji Ichikawa -
- Renji Ishibashi -
- Mari Natsuki - la madre
- Masanobu Andō - Seiji
- Masatoshi Nagase - Mitsunobu
- Kenichi Endo	- Sakaguchi
- Minami	- Wakagiku
- Miho Ninagawa	- Momoka
- Kenji Takama
- Ai Yamaguchi	- Shigeji
- Ayame Koike - young Kiyoha
- Gori
- Narumi Konno
- Keishi Nagatsuka
- Nao Ōmori
- Yuri Nakamura
- Tomomi Maruyama
- Shun Oguri - il fiorista
- Akiko Hoshino
- Toshifumi Muramatsu